# Двулистник
Двулистник (лат. Diphylleia) — олиготипный род многолетних травянистых растений семейства Барбарисовые (Berberidaceae).
Латинское название рода происходит от греч. дио — два и филлон — лист.

## Ботаническое описание
Многолетние травы с горизонтальным корневищем.
Листья в числе 2, щитовидные, с пальчатым жилкованием, пальчато-лопастные.
Соцветие верхушечное, почти зонтиковидное. Цветки белые; чашелистиков 6, схожих с лепестками; лепестков 6, плоских. Тычинок 6, свободных; пыльники открываются кверху двумя створками; пестик один; рыльце округлённое, плоско сжатое сверху; семяпочки немногочисленные, двурядно расположенные.
Плод ягодовидный, нераскрывающийся. Семена продолговатые.

## Классификация

### Виды
Род насчитывает три вида:
- Diphylleia cymosa Michx. Североамериканский вид.
- Diphylleia grayi F.Schmidt — Двулистник Грея. Дальневосточный вид.
- Diphylleia sinensis H.L.Li

## В культуре
Из восточноазиатских видов чаще культивируется двулистник Грея (Diphylleia grayi) (устойчив в культуре), реже двулистник китайский (Diphylleia sinensis).

### Таксономия
Род Двулистник входит в трибу Барбарисовые (Berberideae) подсемейства Барбарисовые (Berberidoideae) семейства Барбарисовые (Berberidaceae) порядка Лютикоцветные (Ranunculales).
|  |                       |  |                                          |                                          |                           |  | ещё 1 подсемейство (согласно Системе APG II) | ещё 1 подсемейство (согласно Системе APG II) |                                       |  |          |  | ещё 10—13 родов | ещё 10—13 родов |  |
|  |                       |  |                                          |                                          |                           |  | ещё 1 подсемейство (согласно Системе APG II) | ещё 1 подсемейство (согласно Системе APG II) |                                       |  |          |  | ещё 10—13 родов | ещё 10—13 родов |  |
|  |                       |  |                                          | семейство Барбарисовые                   |                           |  |                                              |                                              | триба Барбарисовые                    |  |          |  |                 |                 |  |
|  |                       |  |                                          | семейство Барбарисовые                   |                           |  |                                              |                                              | триба Барбарисовые                    |  | три вида |  |                 |                 |  |
|  | порядок Лютикоцветные |  |                                          |                                          | подсемейство Барбарисовые |  |                                              |                                              | род Двулистник                        |  |          |  |                 |                 |  |
|  | порядок Лютикоцветные |  |                                          |                                          |                           |  |                                              |                                              |                                       |  |          |  |                 |                 |  |
|  |                       |  | ещё 9 семейств (согласно Системе APG II) | ещё 9 семейств (согласно Системе APG II) |                           |  |                                              | ещё 1 триба (согласно Системе APG II)        | ещё 1 триба (согласно Системе APG II) |  |          |  |                 |                 |  |
|  |                       |  |                                          | ещё 9 семейств (согласно Системе APG II) |                           |  |                                              |                                              | ещё 1 триба (согласно Системе APG II) |  |          |  |                 |                 |  |